# 박세복
박세복(朴世福, 1962년 11월 3일~)은 대한민국의 정치인이다. 제37·38대 충청북도 영동군수이다. 2014년 지방선거에서 영동군수에 당선되었으며, 2018년 지방선거에서 재선에 성공했다.

## 학력
- 심천초등학교 졸업
- 심천중학교 졸업
- 영동농공고등학교 졸업
- 주성대 경영학과 전문학사
- 영동대 산업설비학과 전문학사

## 경력
- 한국 스페셜올림픽 영동군지회장
- 민주평통 영동군 자문위원
- 경제정의실천시민연합 자문위원
- 충북도생활체육협의회 이사
- 뉴시스 충청북도 취재본부장
- 대한시설물유지관리협회 충청북도 회장
- 영동군육상경기연맹 회장
- 2004 대한시설물유지관리협회 충청북도 회장
- 2006.07~2010.06 제5대 충청북도 영동군의회 의원
  - 2006.07~2008.07 제5대 충청북도 영동군의회 전반기 의장
- 2009 한나라당 입당
- 대광건설 대표
- 2014.07~2022.06 제37·38대(민선 6·7기) 충청북도 영동군수(재선, 자유한국당)

## 전과
- 교통사고처리특례법위반: 금고 10월, 집행유예 2년 - 1991년 2월 12일 선고[1]

## 역대 선거 결과
|  | 35.47% |

|  | 17.94% |

|  | 45.60% |

|  | 53.78% |